# District d'Ancón
Pour les articles homonymes, voir Ancón.
Le district d’Ancón est l’un des 43 districts de la province de Lima au Pérou. Il fut créé le 29 octobre 1874. Il s’agit d’une station balnéaire ancienne située à environ 40 kilomètres au nord du Centre historique de Lima et accessible par la panaméricaine Nord.

## Géographie
Le district a une superficie totale de 299,22 km².

### Limites
- Nord : Aucallama, (Province de Huaral)
- Est : Huamantanga, (Province de Canta), Carabayllo
- Sud : Santa Rosa et Puente Piedra, province de Lima, et Ventanilla, Province Constitutionnelle de Callao
- Ouest : Océan Pacifique

## Démographie
En 2002, le district était peuplé de 30 725 habitants (estimation de l’INEI) avec une densité de population de 102,7 habitants/km². En 1999, on comptait 5 811 ménages dans le district.

## Plage

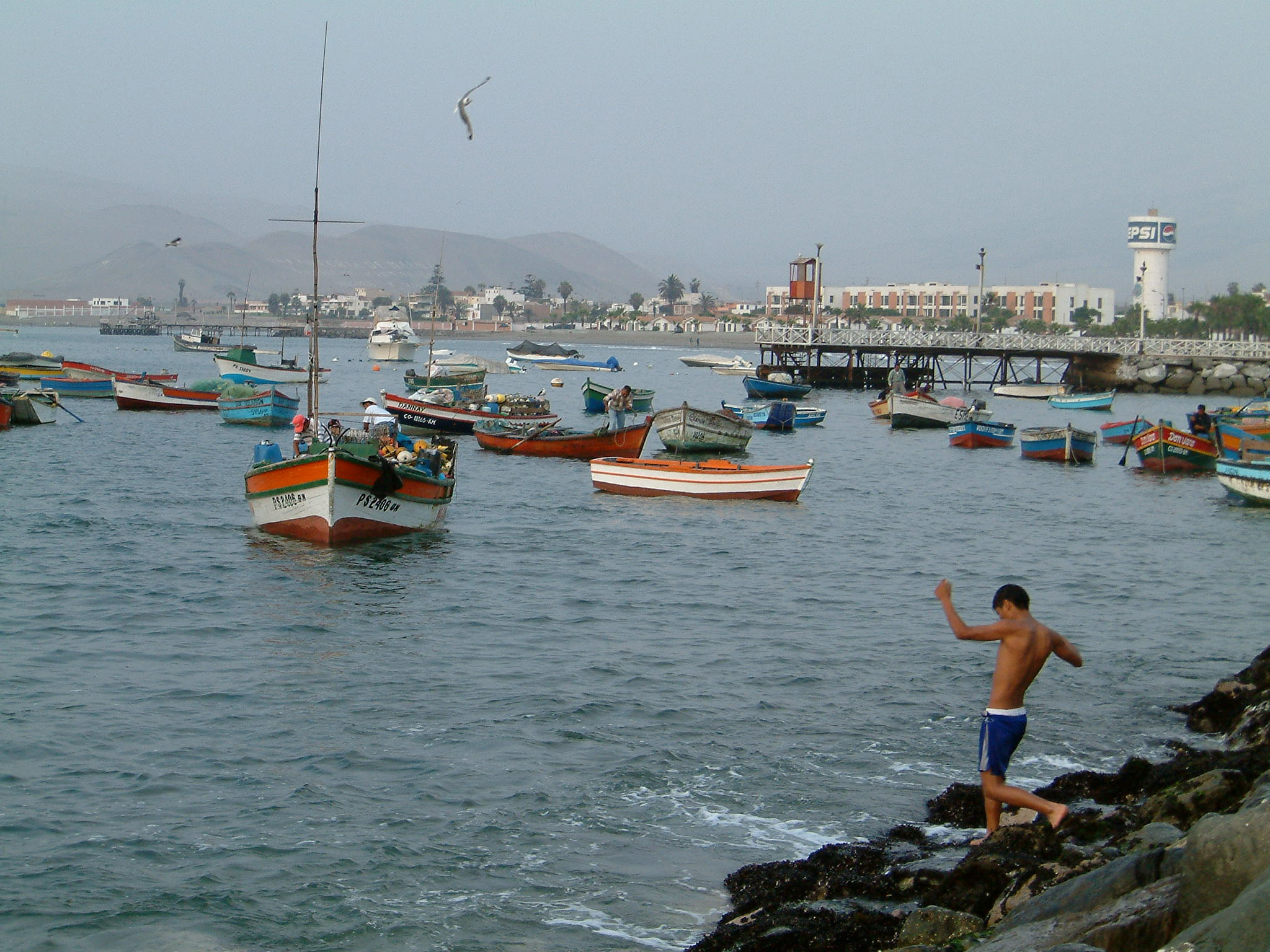
Le port d'Ancón

La mer est particulièrement tranquille dans ce secteur, il n’y a pratiquement pas de vagues, ce qui facilite le mouillage des bateaux de plaisance en mer où sur le môle du Yacht Club Ancón créé en 1950.
Sur la grande promenade de bord de mer se mêlent les immeubles modernes et les hôtels particuliers du XIXe siècle et du début du XXe siècle. 

## Histoire

### Archéologie
Ancón est un important site pour l’archéologie péruvienne. L’Ancón préhistorique était un village de pêcheurs. Beaucoup de filets furent trouvés ainsi que des paniers de fibre tissée. Mais surtout on y a trouvé une nécropole datant des civilisations précolombiennes qui se sont succédé dans la région (Maranga-Lima, Huari, Pachacamac et surtout Chancay).
À cet endroit, les talus de gravier et le sol sableux étaient jonchés de crânes, d’os et de restes de vêtements déchirés. Sous la surface, les pilleurs de tombes trouvèrent des corps momifiés accompagnés d’objets divers dans des tombes peu profondes. Dans cette région, la préservation des corps est assurée par le climat sec et aussi, dit-on, par le salpêtre et par d’autres éléments contenus dans le sol. À la fin du XIXe siècle, les archéologues découvrirent des corps parfois tatoués, avec des perles, des boucles d’oreilles en cuivre et des plumes d’oiseau, enveloppés dans des couvertures ou des vêtements de coton richement colorés, avec des jarres de provisions à leurs côtés. Des étoffes tendues sur du bois et peintes de motifs et de personnages décrivaient les vertus des défunts.
En 1870, l’extension du chemin de fer vers Chancay rendit facilement accessible aux visiteurs d’un jour la nécropole d’Ancón. Les géologues allemands Reiss et Stubel dirigèrent des fouilles à Ancón pendant la période 1874-1875 car ils craignaient que les excavations ne détériorent complètement le site. En 1881-1882, Octave de Traynel, diplomate français en poste à Lima, fait des fouilles dans la nécropole. En 1884, Stolpe dirigea de nouvelles fouilles pour le compte du Musée national d'ethnologie de Stockholm.

### Station balnéaire

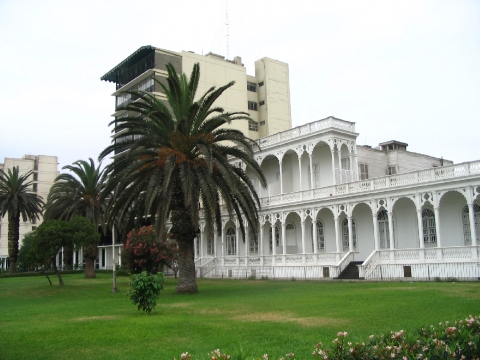
Maison ancienne près de la plage d'Ancón

La station balnéaire fut créée au XIXe siècle car son sol sableux et son atmosphère sèche en faisaient un endroit agréable pour les personnes atteintes d’affections pulmonaires ou bronchiques. Près de la plage, en 1913, il y avait un court de tennis, un ou deux hôtels et beaucoup de villas. Le voyage en train depuis la gare de Desamparados à Lima prenait environ une heure et demie à travers des étendues désertiques. La ligne avait été construite en 1870. Jusqu’aux années 1960, Ancón fut la station balnéaire la plus prisée de Lima. Après une période de crise qui a duré jusqu’aux années 1990, le front de mer d’Ancón est en cours de rénovation et a regagné les faveurs des liméniens.
Le Traité d'Ancón, qui a mis fin à la Guerre du Pacifique, fut signé le 20 octobre 1883, qui cédait la région de Tarapacá au Chili.
Depuis 2005, le district d’Ancón est le siège de la prison de Piedras Gordas, la plus moderne du Pérou.